# Alfred Moore
Alfred Moore (21 de Maio de 1755 – 15 de Outubro de 1810) foi um juiz da Carolina do Norte que tornou-se juiz associado da Suprema Corte dos Estados Unidos. Moore Square, um parque localizado na Moore Square Historic District em Raleigh, Carolina do Norte, foi nomeado em sua homenagem, assim como o Condado de Moore, Carolina do Norte. Também foi fundador e administrador da Universidade da Carolina do Norte em Chapel Hill.
Moore é conhecido por ter escrito apenas um parecer para a Corte durante seu mandato: Bas v. Tingy, um pequeno caso de direito marítimo. Embora tenha sido membro da Corte por quase quatro anos, problemas de saúde mantiveram Moore afastado dos assuntos da Corte durante grande parte de seu mandato. Em particular, não participou de Marbury v. Madison, um caso marcante decidido enquanto estava na Corte. Moore foi um dos juízes menos eficazes da história da Corte, sua carreira tendo "dificilmente causado um efeito na história judicial americana".

## Família e formação
Alfred Moore nasceu no dia 21 de Maio de 1755 no Condado de New Hanover, Carolina do Norte, filho de Anne (Grange) e Maurice Moore. A família Moore tinha uma longa história na área. Seu bisavô, James Moore, exerceu como governador da Carolina de 1700 até 1703. O pai de Alfred Moore, Maurice, foi juiz colonial na Carolina do Norte e publicou um ensaio denunciando a Lei do Selo.
Por volta de 1764, após a morte de sua mãe e o novo casamento de seu pai, Alfred foi enviado a Boston para completar seus estudos. Mais tarde, retornou à Carolina do Norte e estudou direito como aprendiz de seu pai e foi aceito na Ordem em Abril de 1775.

## Serviço militar e carreira política
No dia 1º de Setembro de 1775, no início da Guerra da Revolução Americana, Moore tornou-se capitão do 1º Regimento da Carolina do Norte, do qual seu tio, James Moore, era coronel. Lutou na Batalha de Moore's Creek Bridge e participou da defesa de Charleston, Carolina do Sul, depois que as tropas britânicas atacaram a Ilha de Sullivan. No dia 8 de Março de 1777, após a morte de seu pai, irmão e tio, Moore renunciou ao seu posto para cuidar da plantação da família. Mesmo assim, continuou envolvido em atividades militares irregulares contra os britânicos. Quando o General Cornwallis atravessou o sudeste da Carolina do Norte após a batalha de Guilford Court House, suas tropas saquearam todas as plantações em seu trajeto. Queimaram a casa da família Moore e apreenderam seu gado e escravos.
Após a guerra, Moore foi eleito para a Assembleia Geral da Carolina do Norte, que eventualmente o elegeu para exercer como Procurador-Geral; cargo que ocupou de 1782 até 1791. Como Procurador-Geral, em 1787, defendeu o caso do Estado em Bayard v. Singleton [1 N.C. (Mart) 5], que conforme decidido (contra o Estado) tornou-se uma importante instância inicial da aplicação do controle judicial. Moore, um Federalista fervoroso a favor de um governo nacional forte, teve um papel de liderança na garantia da ratificação da Constituição dos Estados Unidos pela Carolina do Norte depois que o estado a rejeitou inicialmente em 1788. Também desempenhou um papel na fundação da Universidade da Carolina do Norte em Chapel Hill. Estava entre os que selecionaram o local para a universidade e exerceu em seu conselho de administração de 1789 até 1807.
Moore foi novamente eleito para a Câmara dos Representantes do estado em 1792, e exerceu um mandato. Em 1794, foi o candidato Federalista ao Senado dos Estados Unidos; perdeu por um voto para o Democrata-Republicano Timothy Bloodworth. Em 1798, Moore foi novamente o candidato Federalista ao Senado dos EUA; perdeu novamente, desta vez para Jesse Franklin. Nesse mesmo ano, a Assembleia Geral elegeu Moore para um cargo no Tribunal Superior da Carolina do Norte.

## Juiz da Suprema Corte
No dia 4 de Dezembro de 1799, o Presidente John Adams nomeou Moore como Juiz Associado da Suprema Corte dos Estados Unidos, para suceder James Iredell. Foi confirmado pelo Senado dos EUA no dia 10 de Dezembro de 1799 e foi empossado no dia 21 de Abril de 1800.
Exerceu até sua renúncia no dia 26 de Janeiro de 1804. Devido a problemas de saúde, a contribuição de Moore a corte foi abreviada. Em seus quatro anos de serviço, escreveu apenas um parecer, Bas v. Tingy, sustentando a conclusão de que a França era um inimigo na Quase-guerra não declarada de 1798-1799. A escassa contribuição de Moore levou os observadores da Corte a colocá-lo nas listas dos piores juízes da história da Corte.

## Vida pessoal
Em 1777, casou-se com Susanne Elizabeth Eagles. Tiveram vários filhos, incluindo: Alfred, Augusta e Sara Louisa.
Morreu no dia 15 de Outubro de 1810 no Condado de Bladen, Carolina do Norte e está sepultado na St. Philip's Church no Condado de Brunswick.
Sua casa, a Moorefields, que construiu após a Guerra da Revolução, localizada no Condado de Orange, Carolina do Norte, perto de Hillsborough, ainda está de pé e está listada no Registro Nacional de Lugares Históricos.